# Martin Verkerk
Martin Willem Verkerk (ur. 31 października 1978 w Leiderdorp) – holenderski tenisista, reprezentant w Pucharze Davisa.

## Kariera tenisowa
Karierę zawodową Verkerk rozpoczął w 1996 roku, a zakończył w grudniu 2008 roku. W grze pojedynczej wygrał dwa turnieje rangi ATP World Tour oraz osiągnął dwa finały. Jeden z finałów, w których Verkerk brał udział, miał miejsce w 2003 roku podczas Rolanda Garrosa. Po drodze wyeliminował m.in. Carlosa Moyę i Guillermo Corię, a przegrał z Juanem Carlosem Ferrero.
W grze podwójnej tenisista holenderski dotarł do dwóch finałów kategorii ATP World Tour.
W latach 2002−2004 reprezentował Holandię w Pucharze Davisa, rozgrywając przez ten okres siedem meczów singlowych, z których w trzech zwyciężył oraz cztery pojedynki deblowe, z których trzy wygrał.
W rankingu gry pojedynczej Verkerk najwyżej był na 14. miejscu (15 września 2003), a w klasyfikacji gry podwójnej na 63. pozycji (3 listopada 2003).

### Finały w turniejach ATP World Tour
| Nazwa                         |
| ----------------------------- |
| Wielki Szlem                  |
| Igrzyska olimpijskie          |
| Tennis Masters Cup            |
| ATP Masters Series            |
| ATP International Series Gold |
| ATP International Series      |

#### Gra pojedyncza (2–2)
| Końcowy wynik | Nr | Data           | Turniej            | Nawierzchnia    | Przeciwnik            | Wynik finału     |
| ------------- | -- | -------------- | ------------------ | --------------- | --------------------- | ---------------- |
| Zwycięzca     | 1. | 2 lutego 2003  | Mediolan           | Dywanowa (hala) | Jewgienij Kafielnikow | 6:4, 5:7, 7:5    |
| Finalista     | 1. | 8 czerwca 2003 | French Open, Paryż | Ceglana         | Juan Carlos Ferrero   | 1:6, 3:6, 2:6    |
| Finalista     | 2. | 2 maja 2004    | Monachium          | Ceglana         | Nikołaj Dawydienko    | 4:6, 5:7         |
| Zwycięzca     | 2. | 18 lipca 2004  | Amersfoort         | Ceglana         | Fernando González     | 7:6(5), 4:6, 6:4 |

#### Gra podwójna (0–2)
| Końcowy wynik | Nr | Data             | Turniej      | Nawierzchnia | Partner        | Przeciwnicy                 | Wynik finału  |
| ------------- | -- | ---------------- | ------------ | ------------ | -------------- | --------------------------- | ------------- |
| Finalista     | 1. | 15 września 2002 | Taszkent     | Twarda       | Raemon Sluiter | David Adams Robbie Koenig   | 2:6, 5:7      |
| Finalista     | 2. | 9 marca 2003     | Delray Beach | Twarda       | Raemon Sluiter | Leander Paes Nenad Zimonjić | 5:7, 6:3, 5:7 |